# Democracia popular ao longo de todo o processo
Democracia popular ao longo de todo o processo (chinês: 全过程人民民主; pinyin: Quán guòchéng rénmín mínzhǔ), anteriormente designada democracia de processo completo (全过程民主; Quán guòchéng mínzhǔ), é um conceito político do Partido Comunista da China (PCCh) que descreve a participação do povo e a sua relação com a governação sob o socialismo com características chinesas.
A "democracia popular ao longo de todo o processo" integral difere da democracia liberal na medida em que é um modelo consequencialista de tomada de decisões políticas, que visa ser julgado pela forma como o governo é capaz de melhorar a vida socioeconómica dos cidadãos, em vez de se basear em processos democráticos.

## Evolução do termo
A expressão "democracia popular ao longo de todo o processo" desenvolveu-se em fases distintas. As narrativas de uma "democracia" ao estilo do PCC e da democracia no marxismo evoluíram na linguagem do PCC desde a sua fundação.
Em primeiro lugar, a expressão "Democracia popular ao longo de todo o processo" foi utilizada para descrever as práticas de governação existentes:  tais como as experiências chinesas com elementos democráticos no processo legislativo e nas atividades do governo local. O secretário-geral do PCCh, Xi Jinping, utilizou pela primeira vez o termo publicamente em 02 de novembro de 2019, enquanto visitava o centro consultivo de base de Xangai para o Congresso Nacional do Povo (CNP).  Xi Jinping declarou: "A democracia popular da China é um tipo de democracia popular ao longo de todo o processo" em que a legislação é promulgada "depois de passar por procedimentos e deliberações democráticas para garantir que a tomada de decisões seja sólida e democrática".
Em segundo lugar, a expressão "democracia ao longo de todo o processo" foi incorporada na legislação chinesa em março de 2021: O CNP aprovou a "Decisão sobre a alteração da Lei Orgânica do CNP", que incorporou a "adesão à democracia de processo integral":  O CNP é uma instituição relativamente fraca e considera que a democracia de todo o processo é um domínio em que pode dar contributos significativos. Como resultado, o CNP liderou uma campanha nacional (na qual os congressos locais do povo em todos os níveis participaram) para promover o princípio:  O PCCh então incorporou o conceito em sua ideologia, promovendo-o e explicando-o como um modelo melhorado de democracia socialista adequado às necessidades do século XXI.
Em 1º de julho de 2021, Xi incorporou a palavra "povo" no termo durante o seu discurso no 100º aniversário do Partido Comunista da China, dando o novo nome: "democracia popular de processo integral". 
Xi associou o termo à "prosperidade comum". A adição de "povo" ao termo enfatiza a prática maoísta da linha de massas.

## Teoria
Xi descreve quatro componentes da democracia popular em todo o processo, expressas como relações emparelhadas:
1. Democracia de processo (过程民主) e democracia de realização (成果民主)
2. Democracia processual (程序民主) e democracia substantiva (实质民主)
3. Democracia direta (直接民主) e democracia indireta (间接民主)
4. Democracia popular (人民民主) e vontade do Estado (国家意志)[1]

De acordo com Xi, isto resulta numa "democracia socialista real e efetiva".
A ênfase do conceito em "todo o processo" destina-se a distinguir ainda mais a abordagem do PCC à democracia das qualidades processuais da democracia liberal. Inclui principalmente critérios consequencialistas para avaliar as reivindicações do sucesso da democracia:  Nesta visão, o critério mais importante é se a democracia pode "resolver os problemas reais do povo", enquanto um sistema em que "o povo é despertado apenas para votar" não é verdadeiramente democrático.
A democracia popular de todo o processo também serve como uma ferramenta política tanto para defender as práticas de governação do governo Chinês como para criticar a democracia liberal. Na opinião do PCCh, a democracia popular de todo o processo é “mais extensa, mais genuína e mais eficaz” do que a democracia americana. O PCCh utiliza o conceito de democracia popular de processo integral como um meio de participar nos discursos globais sobre a democracia, procurando desviar as críticas e melhorar as suas relações externas. Isto está relacionado com os maiores esforços do governo para promover a sua liderança global.
A esse respeito, o artigo branco de 2021 do governo chinês, China: Uma Democracia que Funciona, enfatiza a perspectiva da democracia popular em todo o processo, num esforço para demonstrar a “autoconfiança institucional” do país.  Zubeda Anjum Niazi argumenta que o artigo branco afirma que a democracia popular em todo o processo é o ímpeto por trás do desenvolvimento e crescimento da China.
Em outro exemplo da promoção pelo governo do conceito de democracia popular de todo o processo, em um esforço para aumentar seu "poder de discurso", o então embaixador nos Estados Unidos, Qin Gang, fez comentários em uma conferência organizada pelos think-tanks norte-americanos Carter Center e a Fundação George H.W. Bush para as Relações EUA-China, no qual afirmou:
Não é óbvio que tanto a filosofia centrada no povo da China como a do presidente Lincoln: do povo, pelo povo, para o povo, são pelo bem do povo? 

[...] Devemos entender a democracia socialista de todo o processo da China assim: do povo, ao povo, com o povo, para o povo?— Qin Gang